# Park Tatshenshini-Alsek

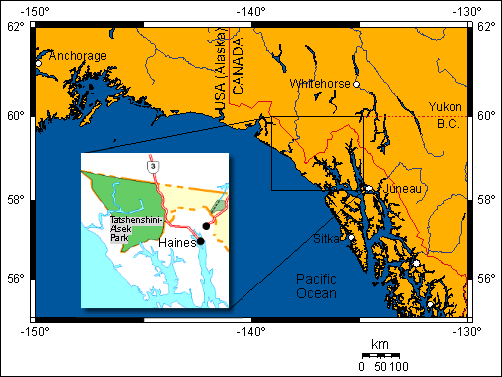
Mapa parku Tatshenshini-Alsek

Park Tatshenshini-Alsek (Prowincjonalny park przyrody Tatshenshini-Alsek, ang. Tatshenshini-Alsek Provincial Wilderness Park) – zespół obszarów chronionych w Kolumbii Brytyjskiej w Kanadzie. Założony w 1993 r. na obszarze 9580 km² po kampanii kanadyjskich i amerykańskich organizacji ochrony przyrody przeciw prowadzeniu działalności górniczej i przemysłowemu rozwojowi regionu, cechującego się wysokimi wartościami przyrodniczymi i dużą bioróżnorodnością. Od 1994 r. część obiektu światowego dziedzictwa UNESCO.

## Położenie
Park Tatshenshini-Alsek leży w najbardziej na północny zachód wysuniętej części Kolumbii Brytyjskiej, na pograniczu z amerykańskim stanem Alaska i kanadyjskim terytorium Jukon, leży między kilkoma amerykańskimi i kanadyjskimi obszarami chronionymi: Kluane National Park and Reserve (Jukon), Glacier Bay i Wrangell-St. Elias (Alaska). Razem z nimi tworzy Park Kluane/Wrangell-St. Elias/Glacier Bay/Tatshenshini-Alsek, wpisany na listę UNESCO.

## Geografia i historia
Park jest miejscem, w którym nad okolicznymi rzekami mieściły się wioski plemion Tlingit i Tutchone Południowych, a jego wschodnia granica biegnie wzdłuż dawnego szlaku handlowego łączącego plemiona Chilkat i Tuchone. W połowie XIX w. miała tam miejsce tragiczna powódź spowodowana uwolnieniem wód z jeziora, które powstało wcześniej, gdy lodowe języki przegrodziły rzekę Alsek. Fala powodziowa o wysokości 7 m i szerokości 15 m zmyła wówczas do Dry Bay całą wioskę Indian Tuchone.
Obszar parku był jednym z najpóźniej naukowo zbadanych i przedstawionych na mapach rejonów Kolumbii Brytyjskiej. Pierwsze badania geologiczne przeprowadzono tam w latach 60. XX w., odkrywając w samym centrum parku, w rejonie Windy Craggy Mountain, znaczne pokłady miedzi. W połowie lat 70. dwie spółki rozpoczęły żeglugę rzekami Tatshenshini (Tat) i Alsek, a w połowie lat 80. pojawiła się propozycja przekształcenia wierzchołka Windy Craggy Peak w dużą kopalnię odkrywkową.
W 1991 r. powstała federacja Tatshenshini International skupiająca 50 ekologicznych organizacji z Ameryki Północnej. Zainicjowała ona intensywną kampanię w Kanadzie i USA, prowadzoną m.in. w Kongresie i Białym Domu, z poparciem wiceprezydenta USA Ala Gore'a. W rezultacie premier Kolumbii Brytyjskiej Mike Harcourt zobowiązał się, że władze dokonają przeglądu spraw związanych z Tatshenshini-Alsek i w czerwcu 1993 r. utworzył tam prowincjonalny park przyrody. Nowy park zintegrowano z sąsiadującym z nim kompleksem obszarów chronionych, właściciele praw wydobywczych w rejonie Windy Craggy otrzymali odszkodowania o łącznej wartości 103,8 mln dolarów, a Międzynarodowa Unia Ochrony Przyrody zaproponowała wpisanie kompleksu na listę światowego dziedzictwa UNESCO.

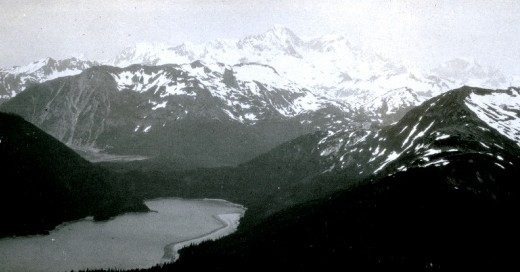
Mt. Fairweather i Dixon Harbor w 1925 r.

## Obiekt światowego dziedzictwa
Transgraniczny system parków Kluane-Wrangell-St. Elias-Glacier Bay-Tatshenshini-Alsek został wpisany na listę UNESCO w 1994 r. ze względu na spektakularne krajobrazy lodowe i lodowcowe, a także z uwagi na to, że stanowi ważne środowisko życia dla niedźwiedzi grizzly, karibu i owiec śnieżnych. Łąki, które przecinają górski łańcuch umożliwiają krzyżowanie się nadbrzeżnych i śródlądowych populacji grizzly, tworząc im doskonałe warunki do życia. Park jest jedynym w Kanadzie obszarem, na którym występuje błękitno-szara lodowcowa odmiana niedźwiedzia brunatnego z Alaski. Żyje w nim także kozioł śnieżny, wilk szary, łoś, bielik amerykański, orzeł przedni, sokoły: wędrowny i norweski oraz łabędź krzykliwy. W pobliżu wybrzeża spotyka się lwy morskie i humbaki.
W 1999 r. grupa myśliwych odnalazła u stóp jednego z lodowców narzędzia i szczątki człowieka. Badania wykazały, że dobrze zachowane z powodu mrozu ciało miało 550 lat.
Płynące przez park rzeki Alsek i Tatshenshini tworzą doliny w kształcie litery U, dzięki którym cieplejsze wilgotne powietrze znad oceanu wnika w głąb lądu. Szybka zmiana środowiska nadmorskiego w kontynentalne, częste powodzie, osuwanie się ziemi i lawiny śnieżne, a także zróżnicowanie budowy geologicznej i wysokości terenu tworzą łącznie szczególnie różnorodne warunki przyrodnicze.
Najwyższym wzniesieniem w parku (i całej Kolumbii Brytyjskiej) jest mający 4663 m wysokości Mount Fairweather (Góra Dobrej Pogody), nazwany tak przez podróżnika Jamesa Cooka. Park jest obszarem o dużej aktywności sejsmicznej. Uskoki: Fairweather, Hubbard/Boarder i Denali powodują tam regularne trzęsienia ziemi.